# Залізна завіса

Залізна завіса у Європі під час Холодної війни (1945–1990)
НАТО
Варшавський договір
Залізна завіса
Нейтральні країни
Рух неприєднання

Залі́зна заві́са (англ. Iron Curtain) — термін часів Холодної війни, що означає прикордонну та ідеологічно-нездоланну ізоляцію країн Варшавського договору під проводом СРСР, від вільних країн, в першу чергу Заходу.
Залізна завіса перекривала людський, інформаційний і культурний обмін між країнами «соціалістичного табору» та країнами вільного світу у часи Холодної війни. Одним з матеріальних втілень, а згодом і символом цього рубежу став горезвісний Берлінський мур.

## Походження вислову
Словосполучення «залізна завіса» уперше вжив російський філософ В. Розанов. Він вважав більшовицьку революцію страшною виставою, по завершенні якої опускається залізна завіса, що відділяє акторів від їхніх глядачів на Заході. Під час Другої світової цим образом активно послуговувався Йозеф Геббельс. Та загальновживаним він став завдяки Вінстону Черчіллю. Той назвав так кордон між соцтабором і країнами західної демократії.

## Створення
В 1929 році ЦВК СРСР прийняв Постанову «Об объявлении вне закона должностных лиц — граждан СССР за границей, перебежавших в лагерь врагов рабочего класса и крестьянства и отказывающихся вернуться в Союз ССР». 21 листопада 1929 положення цієї постанови стали статтею в Карному законодавстві СРСР (Закон «Об объявлении вне закона должностных лиц — граждан Союза ССР за границей, перебежавших в лагерь врагов рабочего класса и крестьянства и отказывающихся вернуться в Союз ССР» або так званий «Закон про неповерненців»). Особи, які це зробили, або тільки спробували це зробити, звинувачувались у державній зраді.
8 червня 1934 року ВЦВК СРСР прийняв закон (наказ) про суворе покарання, аж до смертної кари, за спробу втечі з країни. Була встановлена також відповідальність членів сім'ї втікача. Цей закон постановою Раднаркому РРФСР від 20 липня 1934 року був закріплений у Карному Кодексі РРФСР, в Статті 58-1а. Втеча за кордон прирівнювалась до «державної зради».
Для перешкоди можливих переходів кордону з боку населення СРСР в березні 1918 було створено Головне управління прикордонної охорони при Наркоматі фінансів РРФСР. 1920 року відповідальність за охорону кордону РРФСР була передана у відання ВНК. А у вересні 1922 року було сформовано Окремий прикордонний корпус військ ОДПУ. З цього часу охорона державного кордону СРСР перебувала під контролем органів держбезпеки всесоюзного підпорядкування, а в останній період існування СРСР — входила до структури КДБ у ранзі одного з Головних управлінь.

## Виноски
1. ↑  Василь Розанов. Завіса опускається. [Архівовано 28 травня 2008 у Wayback Machine.]
2. ↑  Постанова Президіуму ЦВК СРСР 21 листопад 1929 р. // СЗ СРСР. 1929. № 76. ст. 732
3. ↑  Столяров Н. В. «История и становление организации защиты государственной тайны в России» Государственная измена и шпионаж. Архів оригіналу за 4 жовтня 2013. Процитовано 17 липня 2013.